# Santa Anna (Schiff)

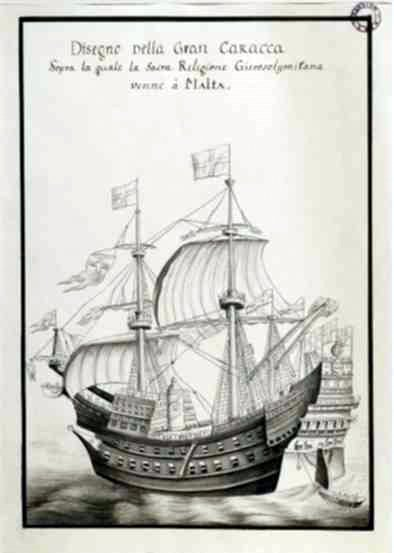
Der Schiffstyp der Santa Anna: Eine grande caraque des Malteserordens, 16. Jahrhundert

Die Santa Anna war eine Karacke des Johanniterordens im 16. Jahrhundert und galt als eines der modernsten Schiffe ihrer Zeit. Eine Besonderheit der Santa Anna war ihr teilweise mit Bleiplatten beschlagener Rumpf, den einige Autoren als eine frühe Form der Schiffpanzerung betrachten, während andere die Verringerung der Wasserdurchlässigkeit als Hauptzweck ansehen.

## Geschichte
Die Santa Anna lief am 21. Dezember 1522 in Nizza vom Stapel, einen Tag bevor die Johanniter bei der Belagerung von Rhodos unter Gewährung freien Abzugs kapitulierten. 
Der Unterwasserrumpf der Santa Anna war vollständig mit Bleiplatten beschlagen. Oberhalb der Wasserlinie waren zwei der sechs Decks des Schiffs mit Bleiplatten gepanzert, die mit Bronzenägeln an den hölzernen Schiffskörper geschlagen waren. Die Bewaffnung der Santa Anna war für 500 Soldaten ausgelegt; der Offiziersbereich besaß Essräume und Messen. Im Schiff war eine  Schmiede untergebracht, in der mehrere Waffenschmiede auch auf hoher See ihrer Arbeit nachgehen konnten. Das Schiff hatte sogar eine eigene Windmühle und Backöfen an Bord, mit denen die Besatzung mit frischem Brot versorgt wurde. Darüber hinaus besaß die Santa Anna einen Garten mit Pflanzen, die in Blumenkästen entlang der Heckgalerie aufgehängt waren.
1531 gelang es der im Mittelmeer operierenden Santa Anna, allein ein osmanisches Geschwader von 25 Schiffen in die Flucht zu schlagen. Ein Jahr später nahm sie unter dem Oberkommando von Andrea Doria an einer Expedition gegen die Peloponnes teil, in deren Verlauf Koron, Patras und die osmanischen Sperrfestungen am Eingang des Golfs von Korinth erstürmt wurden. 1535 war die Karacke am erfolgreichen Angriff der spanischen Flotte unter Karl V. auf Tunis im Tunisfeldzug beteiligt, bei dem mehr als 100 Schiffe der  maghrebinischen Korsaren erbeutet wurden. Die Feuerkraft der Santa Anna trug maßgeblich dazu bei, die Feste La Goletta, die die Einfahrt zum Hafen beherrschte, zu bezwingen.
Zeitweilig wurde die Santa Anna auch als Weizenfrachter eingesetzt, wobei sie bis zu 900 Tonnen Getreide an Bord nehmen konnte. Nur achtzehn Jahre nach ihrer Indienststellung wurde sie 1540 auf Befehl des Großmeisters Juan de Homedes abgewrackt.